# Burg Absberg
Die Burg Absberg war die Burganlage einer Turmhügelburg in Absberg. Absberg ist heute ein Markt im mittelfränkischen Landkreis Weißenburg-Gunzenhausen in Bayern.

## Geschichte der Burganlagen von Absberg

### Vorgängerbauten
Ein erster kleiner Herrensitz in Absberg, in Hanglage unterhalb der heutigen Ortsdurchfahrt, ist erstmals 1343 überliefert, war aber zweifellos älter; das Adelsgeschlecht der Absberger ist schon 1238 nachweisbar. 1349 erhielt der Ritter Goswin von Absberg die (nachträgliche?) Erlaubnis von Kaiser Karl IV., eine Burg zu errichten. 1372 erhielt Absberg das Marktrecht. Der Sitz in der Nähe der Kirche und des Marktplatzes wurde im Dritten Städtekrieg 1449 und nach einem Wiederaufbau erneut 1461 durch den Einfall von Ludwig dem Reichen in markgräfliches Gebiet unter Albrecht Achilles zerstört.

### Größte Burganlage
Der Wiederaufbau erfolgte daraufhin weiter östlich zur bis dahin größten Burganlage der Absberger.
Im frühen 16. Jahrhundert entführte der Raubritter Hans Thomas von Absberg Kaufleute auf ihren Handelsreisen und verlangte ein hohes Lösegeld für ihre Freilassung. Er suchte sich Verbündete, die ihn bei seinen Raubzügen unterstützten, auf deren Burgen er sich bei Gefahr flüchten und auf denen er seine Geiseln verstecken konnte. 1523 sandte der Schwäbische Bund schließlich seine Truppen aus, um insgesamt 23 „Raubnester“ dem Erdboden gleichzumachen. Die Truppen des Bundes, die aus 10.000 Fußsoldaten und 1.000 Reitern bestanden, führten 100 Kanonen und 30 Büchsen als Bewaffnung mit sich, für die sie 900 Zentner Schwarzpulver bei sich hatten. Am 22. Juli 1523 erreichten sie die Burg Absberg und zerstörten sie völlig, um eine Rückkehr der Absberger zu verhindern.
Zum Zeitpunkt der Zerstörung saß der Vater des Hans Thomas auf der Burg, der versuchte, sich von den Aktivitäten seines Sohnes zu distanzieren. Ein erhalten gebliebener Teil diente weiterhin vorübergehend als Unterkunft.

### Übergang an den Deutschen Orden
Erst der Enkel des Hans Thomas, Hans Konrad von Absberg, errichtete einen bescheideneren neuen Sitz im Markt nahe dem heutigen Deutschordensschloss in der Zeit von 1593 bis 1595. 1610 wurde es erweitert. 1647 starb das Geschlecht der Absberger mit Hans Veit von Absberg aus. Nach mehrjährigem Streit mit den Erben fiel der Besitz 1652 an den Deutschen Orden. Dieser brach den Ansitz ab und erbaute 1723 bis 1726 das heutige Schloss Absberg.

## Der Holzschnitt des Hans Wandereisen
Hauptartikel: Wandereisen-Holzschnitte von 1523

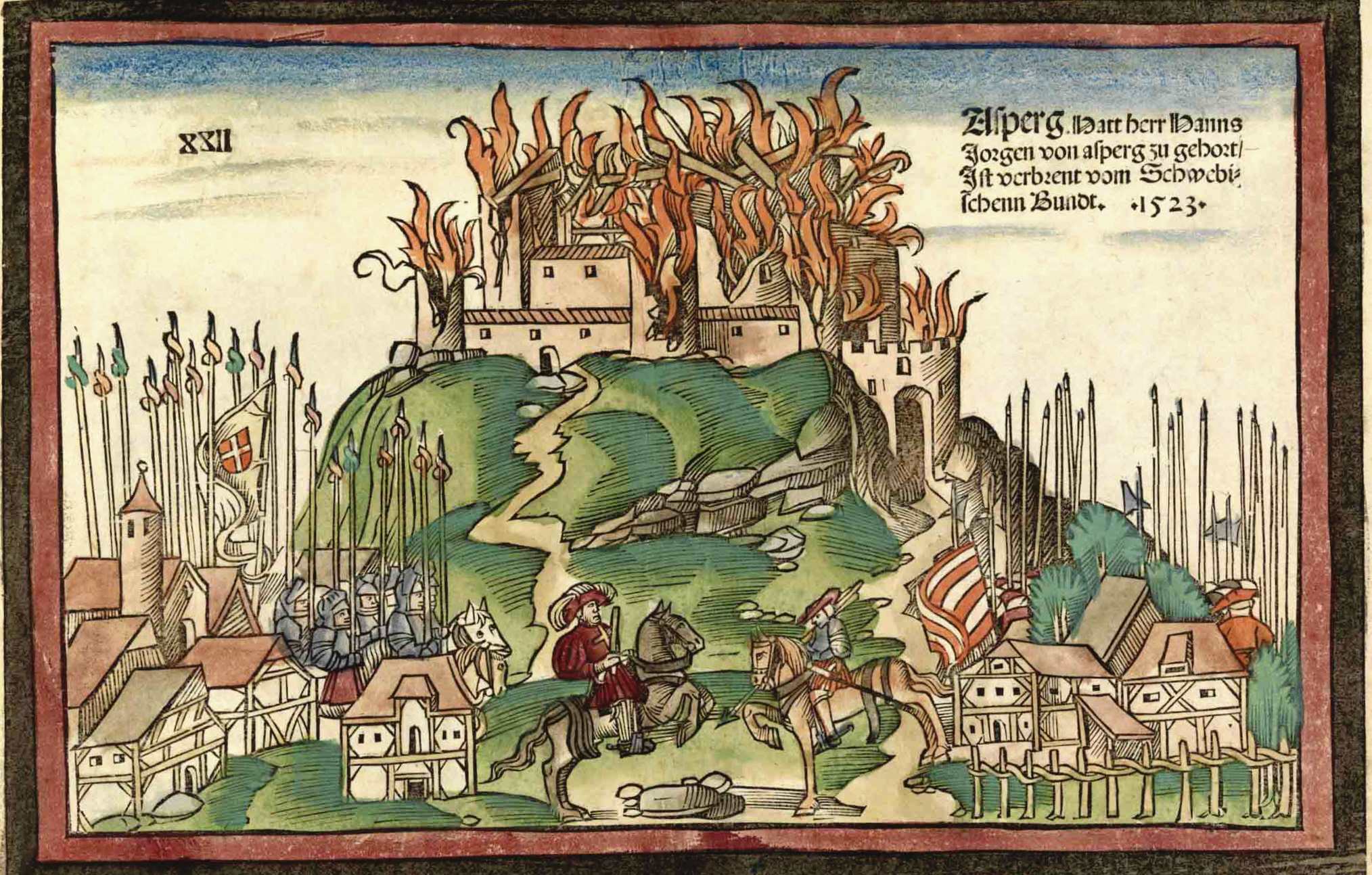
Die Zerstörung der Burg 1523

Der nachträglich kolorierte und beschriftete Holzschnitt des Hans Wandereisen besagt: XXII. Asperg hatt Herr Hanns Jorgen von asperg zu gehort / Ist verbrent vom Schwebischenn Bundt. •1523•
Auf dem Holzschnitt sieht man die umfangreiche Burganlage sich auf einem Berg über dem Dorf erhebend. Turm- und Gebäudeanlagen gehen in einem Flammenmeer unter: Dachbalken sind in sich zusammengefallen, Gebäude haben tiefe Risse im Mauerwerk. Es gibt zwei Eingänge in die Hauptburg. Der dem Dorf näher gelegene Eingang ist durch ein vorgelagertes zinnenbewehrtes Torhaus zusätzlich gesichert. Die Hauptburg ist durch eine massive Ringmauer mit überdachtem Wehrgang und Wehrtürmen verstärkt, die dahinter gelegenen Gebäude sind gedrängt dargestellt und von Flammen verdeckt. Im Vordergrund stehen sich in der Mitte auf einem Platz zwei Reiter gegenüber, wobei der linke Reiter, offenbar ein Hauptmann, sich als Motiv auf zahlreichen anderen Holzschnitten wiederholt. Links hinter Fachwerkhäusern und der Kirche samt Rundturm die überdimensional vergrößerte Reiterei des Bundes mit Spießen und einer Fahne des Bundes. Auf der Fahne ist ein Wappenschild mit dem Andreaskreuz in Silber und Rot zu sehen. Rechts hinter einem eingezäunten einzelnen Fachwerkgebäude stehen die Fußtruppen, ebenfalls mit Spießen bewaffnet und mit einer weiteren bündischen Fahnen mit roten und weißen Streifen.

## Heutiger Zustand der Burg von 1523
Entgegen den anzunehmenden Entfernungen des Holzschnittes ist die Burg nur wenige Meter vom Dorf entfernt. Das Gelände senkt sich insgesamt herab bis zum Brombachsee. Die Burg erhebt sich auf einem vorgelagerten Bergsporn, liegt aber tiefer als das Dorf. Ein breiter Halsgraben schirmt die Burg zur Dorfseite hin ab. Sichtbar ist außerdem der Burgberg, der "Pfarrbuck", dem die Bearbeitung von Menschenhand anzusehen ist. Die auf dem Holzschnitt äußerste rechte Mauer könnte in Teilen im Boden noch erhalten sein, der Abschnitt ist allerdings stark bewachsen. Ausgrabungen hat es noch nicht gegeben.
Das Areal ist vom Bayerischen Landesamt für Denkmalpflege (BLfD) als Bodendenkmal (D-5-6831-0084) ausgewiesen. 

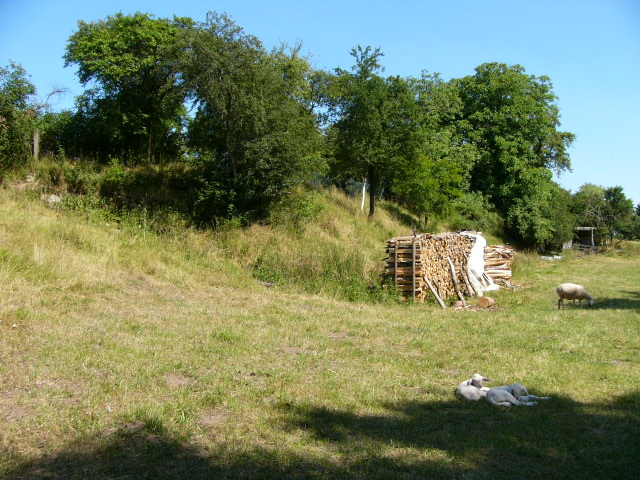
Halsgraben in Richtung Dorf
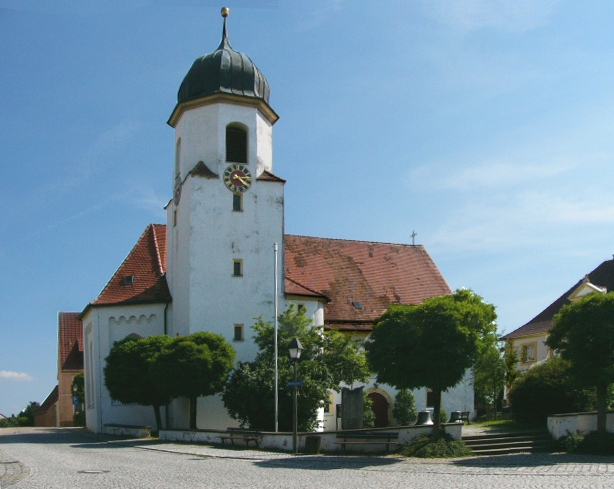
Christuskirche – 1558 erbaut
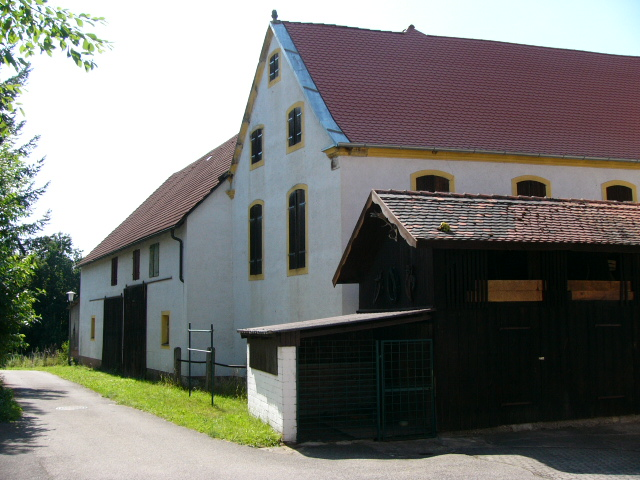
Bauernhof nahe dem Gelände der ehemaligen Burg